# جيم هيكمان (لاعب كرة قاعدة)
جيم هيكمان (بالإنجليزية: Jim Hickman)‏ هو لاعب كرة قاعدة أمريكي، ولد في 19 مايو 1892 في جونسون سيتي في الولايات المتحدة، وتوفي في 30 ديسمبر 1958 في بروكلين في الولايات المتحدة.

## وصلات خارجية
- جيم هيكمان (لاعب كرة قاعدة) على موقعبيزبول رفرنس.كوم (الدوري الرئيسي) (الإنجليزية)
- جيم هيكمان (لاعب كرة قاعدة) على موقعبيزبول رفرنس.كوم (الدوري الثانوي) (الإنجليزية)